# CONCACAF Women's Championship 1991
La CONCACAF Women's Championship 1991 è stata la prima edizione del massimo campionato nordamericano di calcio femminile organizzato dalla Confederation of North, Central America and Caribbean Association Football (CONCACAF) e destinato a rappresentative femminili dell'America del Nord, America centrale e regione caraibica. Il torneo, che nella sua fase finale ha visto confrontarsi otto nazionali, si è disputato ad Haiti tra il 16 e il 28 aprile 1991.
Furono gli Stati Uniti a vincere la prima edizione sconfiggendo in finale il Canada per 5-0 e qualificandosi al campionato mondiale di Cina 1991.

## Stadio del torneo
| Port-au-Prince (Haiti) |                     |
| Port-au-Prince (Haiti) | Port-au-Prince      |
| ---------------------- | ------------------- |
| Port-au-Prince (Haiti) | Stadio Silvio Cator |
| Port-au-Prince (Haiti) | Capacità: 15.000    |
| Port-au-Prince (Haiti) |                     |

## Squadre partecipanti
NAFU
- Canada
- Messico
- Stati Uniti

UNCAF
- Costa Rica

CFU
- Trinidad e Tobago
- Giamaica
- Haiti
- Martinica

## Fase a gruppi

### Gruppo A

#### Classifica
| Pos. | Squadra           | Pt | G | V | N | P | GF | GS | DR  |
| ---- | ----------------- | -- | - | - | - | - | -- | -- | --- |
| 1.   | Stati Uniti       | 6  | 3 | 3 | 0 | 0 | 34 | 0  | +34 |
| 2.   | Trinidad e Tobago | 3  | 3 | 1 | 1 | 1 | 4  | 12 | -8  |
| 3.   | Messico           | 2  | 3 | 1 | 0 | 2 | 9  | 16 | -7  |
| 4.   | Martinica         | 1  | 3 | 0 | 1 | 2 | 2  | 21 | -19 |

#### Risultati
| Port-au-Prince 18 aprile 1991 | Stati Uniti | 12 – 0 referto | Messico | Stadio Silvio Cator (40.000 spett.) |
| \| \| \| \| \| Hamm 8’ Akers 10’, 25’ Heinrichs 21’, 36’ Foudy 28’ Chastain 40’, 43’, 47’, 66’, 74’ Jennings 77’ \| Marcatori \| \| |             |                |         |                                     |
| |             |                |         |                                     |
| Hamm 8’ Akers 10’, 25’ Heinrichs 21’, 36’ Foudy 28’ Chastain 40’, 43’, 47’, 66’, 74’ Jennings 77’                                   | Marcatori   |                |         |                                     |

| Port-au-Prince 18 aprile 1991 | Martinica | 1 – 1 | Trinidad e Tobago | Stadio Silvio Cator |

| Port-au-Prince 20 aprile 1991 | Trinidad e Tobago | 3 – 1 | Messico | Stadio Silvio Cator |

| Port-au-Prince 20 aprile 1991                                                                                                  | Stati Uniti | 12 – 0 referto | Martinica | Stadio Silvio Cator |
| \| \| \| \| \| Heinrichs ?’, ?’, ?’ Akers ?’, ?’ Hamm ?’, ?’ Biefeld ?’, ?’ Foudy ?’ Gebauer ?’ Chastain ?’ \| Marcatori \| \| |             |                |           |                     |
| |             |                |           |                     |
| Heinrichs ?’, ?’, ?’ Akers ?’, ?’ Hamm ?’, ?’ Biefeld ?’, ?’ Foudy ?’ Gebauer ?’ Chastain ?’                                   | Marcatori   |                |           |                     |

| Port-au-Prince 22 aprile 1991 | Martinica | 1 – 8 | Messico | Stadio Silvio Cator |

| Port-au-Prince 22 aprile 1991                                                                                  | Stati Uniti | 10 – 0 referto | Trinidad e Tobago | Stadio Silvio Cator |
| \| \| \| \| \| Hamm ?’, ?’ Jennings ?’, ?’ Gebauer ?’, ?’ Akers ?’, ?’ Bates ?’ Chastain ?’ \| Marcatori \| \| |             |                |                   |                     |
| |             |                |                   |                     |
| Hamm ?’, ?’ Jennings ?’, ?’ Gebauer ?’, ?’ Akers ?’, ?’ Bates ?’ Chastain ?’                                   | Marcatori   |                |                   |                     |

### Gruppo B

#### Classifica
| Pos. | Squadra    | Pt | G | V | N | P | GF | GS | DR  |
| ---- | ---------- | -- | - | - | - | - | -- | -- | --- |
| 1.   | Canada     | 6  | 3 | 3 | 0 | 0 | 17 | 0  | +17 |
| 2.   | Haiti      | 4  | 3 | 2 | 0 | 1 | 5  | 2  | +3  |
| 3.   | Costa Rica | 2  | 3 | 1 | 0 | 2 | 2  | 11 | -9  |
| 4.   | Giamaica   | 0  | 3 | 0 | 0 | 3 | 1  | 12 | -11 |

#### Risultati
| Port-au-Prince 16 aprile 1991                                                                  | Canada    | 6 – 0 referto | Costa Rica | Stadio Silvio Cator (40.000 spett.) |
| \| \| \| \| \| McEachern 15’ Hooper 22’, 48’ Vamos 29’ Gareau 59’ Caron 70’ \| Marcatori \| \| |           |               |            |                                     |
|                                                                                                |           |               |            |                                     |
| McEachern 15’ Hooper 22’, 48’ Vamos 29’ Gareau 59’ Caron 70’                                   | Marcatori |               |            |                                     |

| Port-au-Prince 17 aprile 1991 | Giamaica | 0 – 1 | Haiti | Stadio Silvio Cator (40.000 spett.) |

| Port-au-Prince 19 aprile 1991                                                                              | Canada    | 9 – 0 referto | Giamaica | Stadio Silvio Cator (40.000 spett.) |
| \| \| \| \| \| Gareau 5’, 24’, 75’ Hooper 13’, 28’, 59’, 63’ Vamos 66’ Mairs 46’ (aut.) \| Marcatori \| \| |           |               |          |                                     |
| |           |               |          |                                     |
| Gareau 5’, 24’, 75’ Hooper 13’, 28’, 59’, 63’ Vamos 66’ Mairs 46’ (aut.)                                   | Marcatori |               |          |                                     |

| Port-au-Prince 19 aprile 1991 | Haiti | 4 – 0 | Costa Rica | Stadio Silvio Cator (40.000 spett.) |

| Port-au-Prince 21 aprile 1991                               | Giamaica  | 1 – 2 referto        | Costa Rica | Stadio Silvio Cator (40.000 spett.) |
| \| \| \| \| \| ? ?’ \| Marcatori \| ?’ Alemán ?’ Álvarez \| |           |                      |            |                                     |
|                                                             |           |                      |            |                                     |
| ? ?’                                                        | Marcatori | ?’ Alemán ?’ Álvarez |            |                                     |

| Port-au-Prince 21 aprile 1991                          | Haiti     | 0 – 2 referto        | Canada | Stadio Silvio Cator (40.000 spett.) |
| \| \| \| \| \| \| Marcatori \| 20’ Hooper 57’ Vamos \| |           |                      |        |                                     |
|                                                        |           |                      |        |                                     |
|                                                        | Marcatori | 20’ Hooper 57’ Vamos |        |                                     |

## Fase a eliminazione diretta

### Tabellone
|  | Semifinali | Semifinali        | Semifinali  |             |        | Finale            | Finale            | Finale          |  |
|  |            |                   |             |             |        |                   |                   |                 |  |
|  | 1B.        | Canada            | 6           |             |        |                   |                   |                 |  |
|  | 1B.        | Canada            | 6           |             |        |                   |                   |                 |  |
|  | 2A.        | Trinidad e Tobago | 0           |             |        |                   |                   |                 |  |
|  | 2A.        | Trinidad e Tobago | 0           |             | Canada | Canada            | 0                 |                 |  |
|  |            |                   |             |             | Canada | Canada            | 0                 |                 |  |
|  |            |                   | Stati Uniti | Stati Uniti | 5      |                   |                   |                 |  |
|  | 1A.        | Stati Uniti       | Stati Uniti | Stati Uniti | 5      | 10                |                   |                 |  |
|  | 1A.        | Stati Uniti       |             |             |        | 10                |                   |                 |  |
|  | 2B.        | Haiti             | 0           |             |        | Finale 3º posto   | Finale 3º posto   | Finale 3º posto |  |
|  | 2B.        | Haiti             | 0           |             |        |                   |                   |                 |  |
|  |            |                   |             |             |        |                   |                   |                 |  |
|  |            |                   |             |             |        | Trinidad e Tobago | Trinidad e Tobago | 4               |  |
|  |            |                   |             |             |        | Trinidad e Tobago | Trinidad e Tobago | 4               |  |
|  |            |                   |             |             |        | Haiti             | Haiti             | 2               |  |

### Semifinali
| Port-au-Prince 24 aprile 1991                                                 | Canada    | 6 – 0 referto | Trinidad e Tobago | Stadio Silvio Cator (10.000 spett.) |
| \| \| \| \| \| Caron 41’, 54’, 55’ Vamos 51’, 79’ Cant 70’ \| Marcatori \| \| |           |               |                   |                                     |
|                                                                               |           |               |                   |                                     |
| Caron 41’, 54’, 55’ Vamos 51’, 79’ Cant 70’                                   | Marcatori |               |                   |                                     |

| Port-au-Prince 25 aprile 1991                                                                                    | Stati Uniti | 10 – 0 referto | Haiti | Stadio Silvio Cator (40.000 spett.) |
| \| \| \| \| \| Heinrichs ?’, ?’ Akers ?’, ?’ Jennings ?’, ?’ Bates ?’, ?’ Lilly ?’ Biefeld ?’ \| Marcatori \| \| |             |                |       |                                     |
| |             |                |       |                                     |
| Heinrichs ?’, ?’ Akers ?’, ?’ Jennings ?’, ?’ Bates ?’, ?’ Lilly ?’ Biefeld ?’                                   | Marcatori   |                |       |                                     |

### Finale terzo posto
| Port-au-Prince 27 aprile 1991 | Trinidad e Tobago | 4 – 2 | Haiti | Stadio Silvio Cator |

### Finale
| Port-au-Prince 28 aprile 1991                                                | Canada    | 0 – 5 referto                              | Stati Uniti | Stadio Silvio Cator (30.000 spett.) |
| \| \| \| \| \| \| Marcatori \| 3’, 13’, 70’ Akers 15’ Lilly 66’ Heinrichs \| |           |                                            |             |                                     |
|                                                                              |           |                                            |             |                                     |
|                                                                              | Marcatori | 3’, 13’, 70’ Akers 15’ Lilly 66’ Heinrichs |             |                                     |

## Statistiche

### Classifica marcatrici
classifica incompleta
11 reti
- Michelle Akers

8 reti
- April Heinrichs

7 reti
- Charmaine Hooper
- Brandi Chastain

5 reti
- Mia Hamm
- Carin Jennings

4 reti
- Annie Caron
- Fabienne Gareau
- Lydia Vamos

3 reti
- Tracey Bates
- Joy Biefeld-Fawcett
- Wendy Gebauer

2 reti
- Julie Foudy
- Kristine Lilly

1 reti
- Connie Cant
- Joan McEachern
- Karla Alemán
- Maritza Álvarez

autoreti
- Bernadette Mairs (pro Canada)